# Mina Talbi
Pour les articles homonymes, voir Talbi.
Mina Talbi (en arabe : مينة الطالبي), née le 13 mars 1965, est une avocate et femme politique marocaine. 
Mina Talbi est lauréate de la Faculté des sciences juridiques, économiques et sociales de Rabat.
Elle a été élue députée dans la liste nationale, lors des élections législatives marocaines de 2016 avec l'Union socialiste des forces populaires . Elle fait partie du groupe parlementaire du même parti, faisait partie de son bureau politique et elle est membre active de la Commission justice, de législation et des droits de l'homme.
En février 2018, elle accepte bénévolement d'être l'avocate de 8 victimes de Taoufik Bouachrine, directeur de publication du journal Akhbar Al Yawm, qui écope de 12 ans de prison ferme.